# Hugo Benioff
Victor Hugo Benioff (* 14. September 1899; † 29. Februar 1968) war ein US-amerikanischer Geophysiker und Seismologe.
Hugo Benioff graduierte 1921 am Pomona College. Zunächst schlug er die Laufbahn eines Astronomen ein und arbeitete eine Zeit am Mount-Wilson-Observatorium. Allerdings sagte ihm die nächtliche Arbeitszeit nur wenig zu und wechselte daraufhin sein Fachgebiet zur Seismologie. Seit frühen 1930er Jahren arbeitete Benioff nebenbei auch an der Konstruktion elektronischer Musikinstrumenten wie Cello, Klavier und Geige. Seine Bekanntheit erlangte er jedoch über die Wissenschaft.
So kam er 1924 an Seismologische Laboratorium in Pasadena und erlangte 1935 seinen Doktortitel am California Institute of Technology (Caltech), in welches das Seismologische Labor ein Jahr später integriert wurde. Zu jener Zeit arbeiteten weitere bedeutende Seismologen am Caltech, wie etwa Beno Gutenberg und Charles Francis Richter. Benioff erwies sich als erfinderischer Konstrukteur von Erdbebenmessgeräten (Seismometer). Eines seiner ersten Geräte wird nach ihm Benioff Seismometer benannt. Es entstand 1932. Ebenso entwarf er Instrumente zur Messung der Spannung in der festen Erde. Hugo Benioff wurde während seiner weiteren Laufbahn Professor am Caltech.
Eine seiner bekanntesten Arbeiten war die Kartografierung von tiefen Erdbeben im Pazifischen Ozean, die er 1954 veröffentlichte. Er stellte einen Zusammenhang her zwischen der Tiefe der Hypozentren von Erdbeben und deren Entfernung von Tiefseerinnen und erkannte, dass das zusammenhängende Muster immer tiefer liegender Erdbeben die Position der subduzierenden ozeanischen Platte im Erdmantel darstellt. Dieser seismisch aktive Bereich an Subduktionen wird in der Seismologie seither auch nach ihm und dem japanischen Seismologen Kiyoo Wadati als Wadati-Benioff-Zone bezeichnet.

## Auszeichnungen (Auswahl)
- 1953 – Mitglied der National Academy of Sciences
- 1957 – Arthur L. Day Medal der Geological Society of America
- 1958 – Mitglied der American Academy of Arts and Sciences
- 1965 – William Bowie Medal der American Geophysical Union
- 1965 – Medaille der Royal Astronomical Society

## Veröffentlichungen (Auswahl)
- 1932 – A new vertical seismograph, Bulletin of the Seismological Society of America, Vol. 22, No. 2
- 1954 – Orogenesis and deep crustal structure – additional evidence from seismology, Bulletin of the Geological Society of America, Vol. 66, pp. 385–400